# کالاسته
کالاسته (به استونیایی: Kallaste) یکی از شهرهای کشور استونی است.
این شهر در سال ۲۰۱۱ میلادی ۸۵۲ نفر جمعیت داشته است.

## نگارخانه

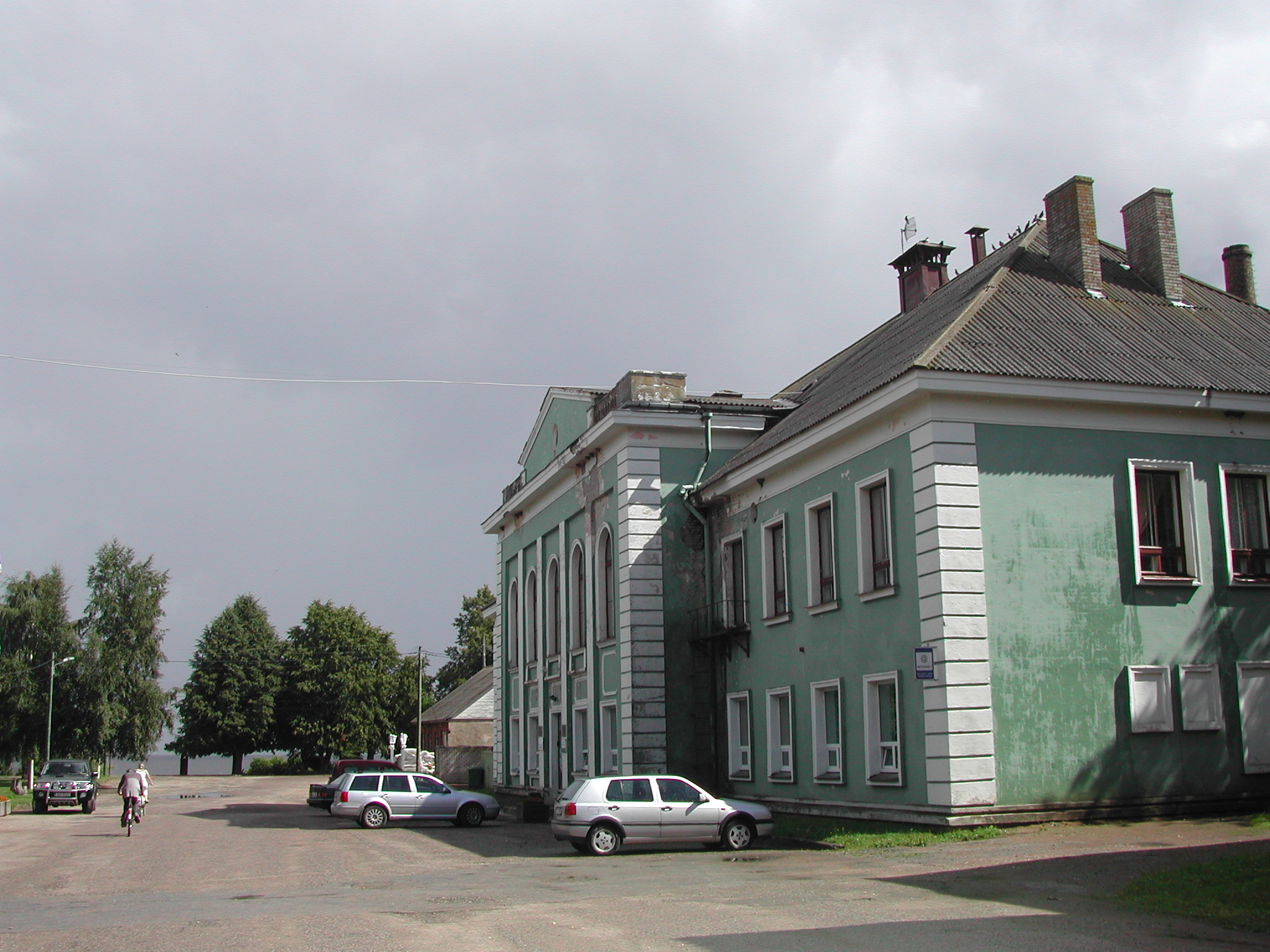
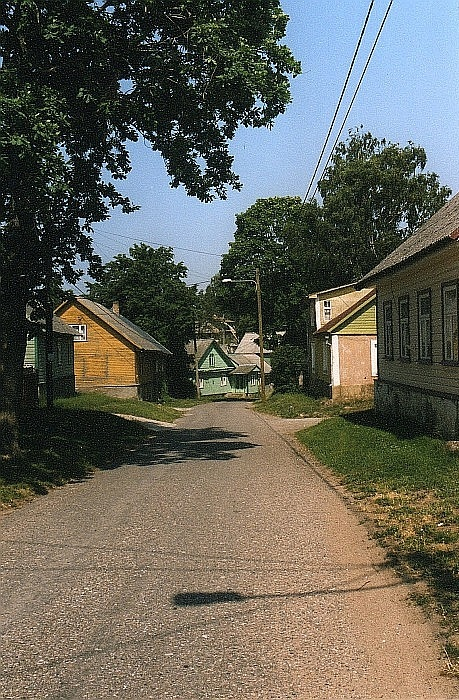
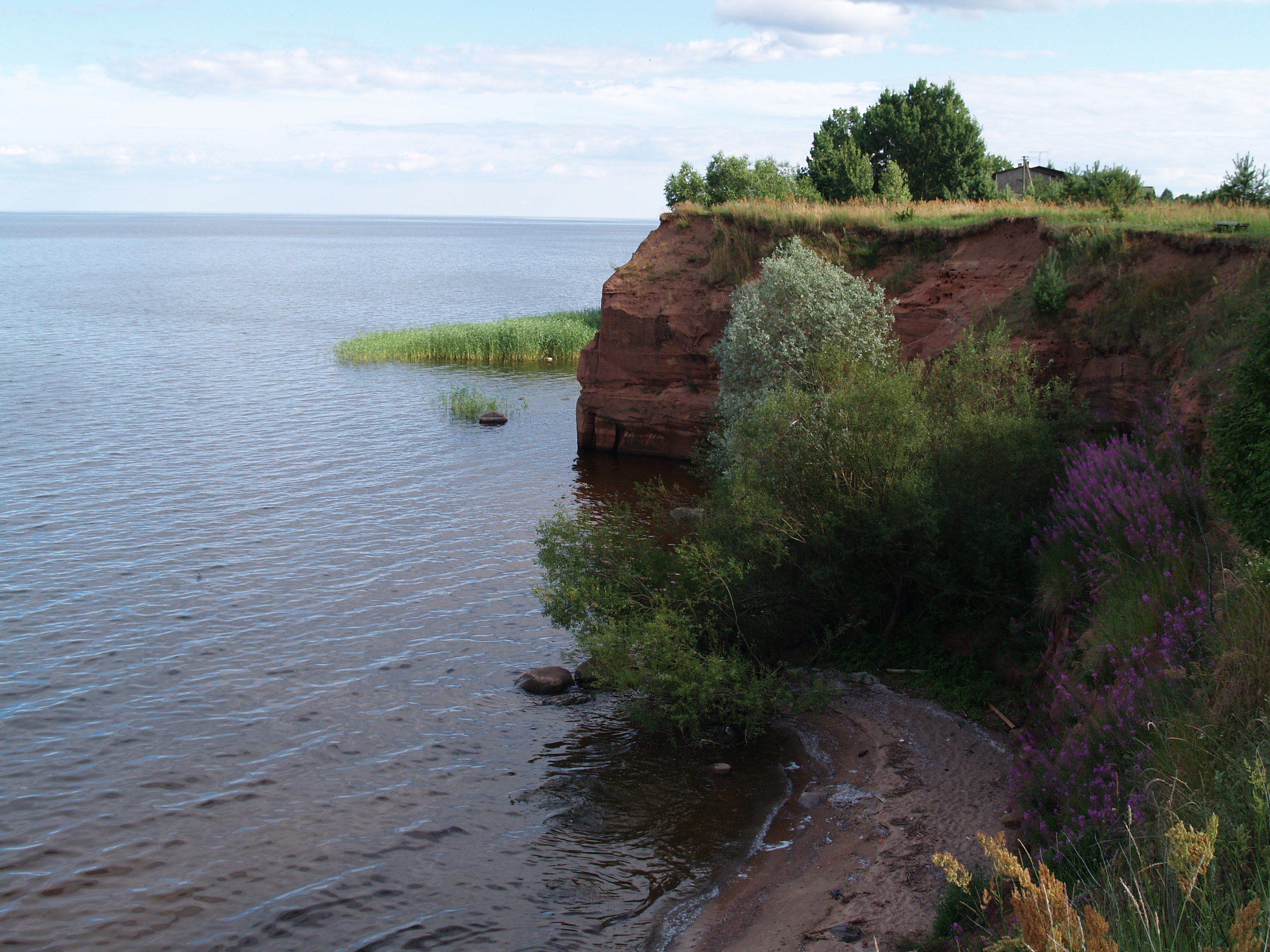
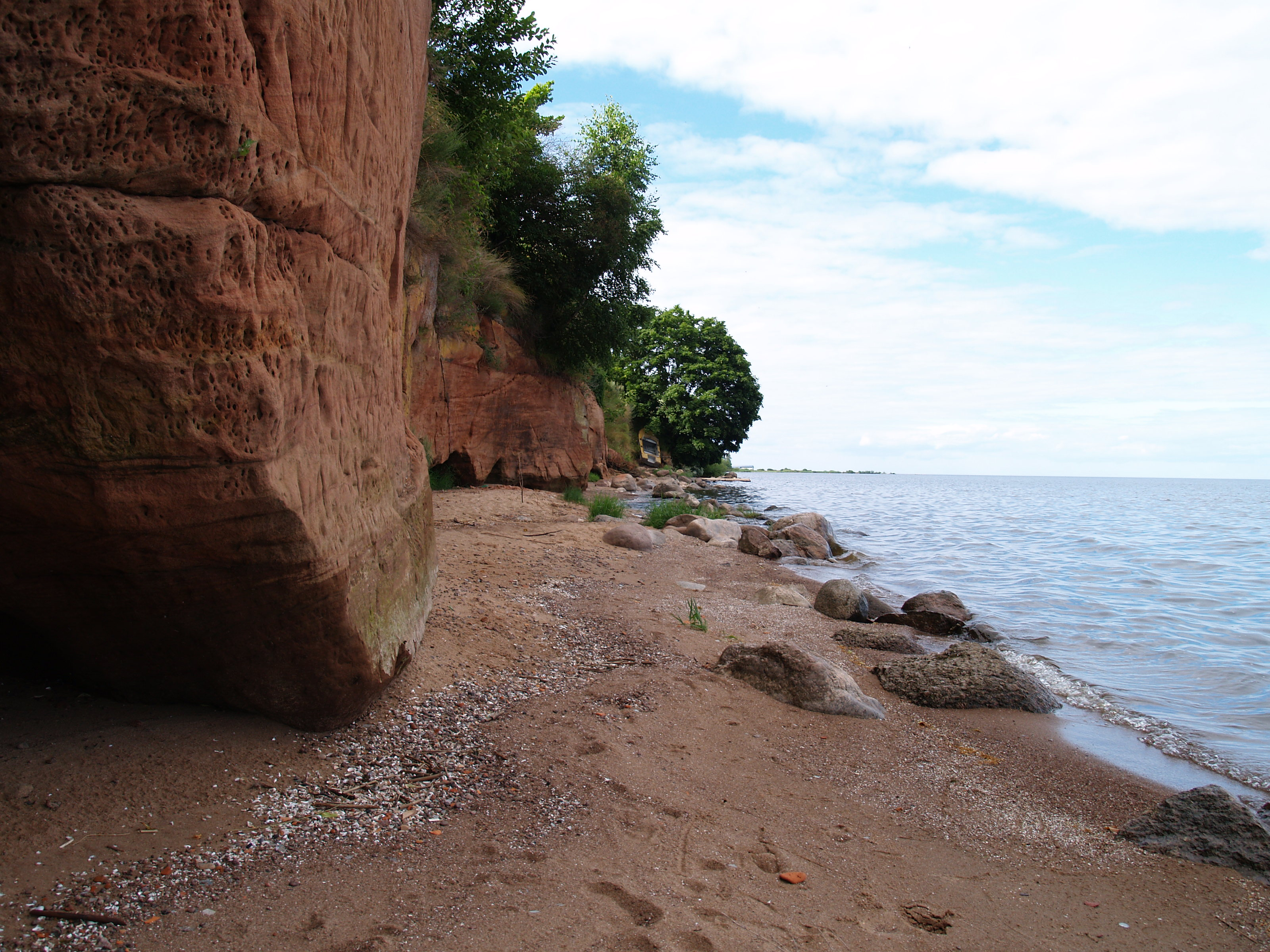
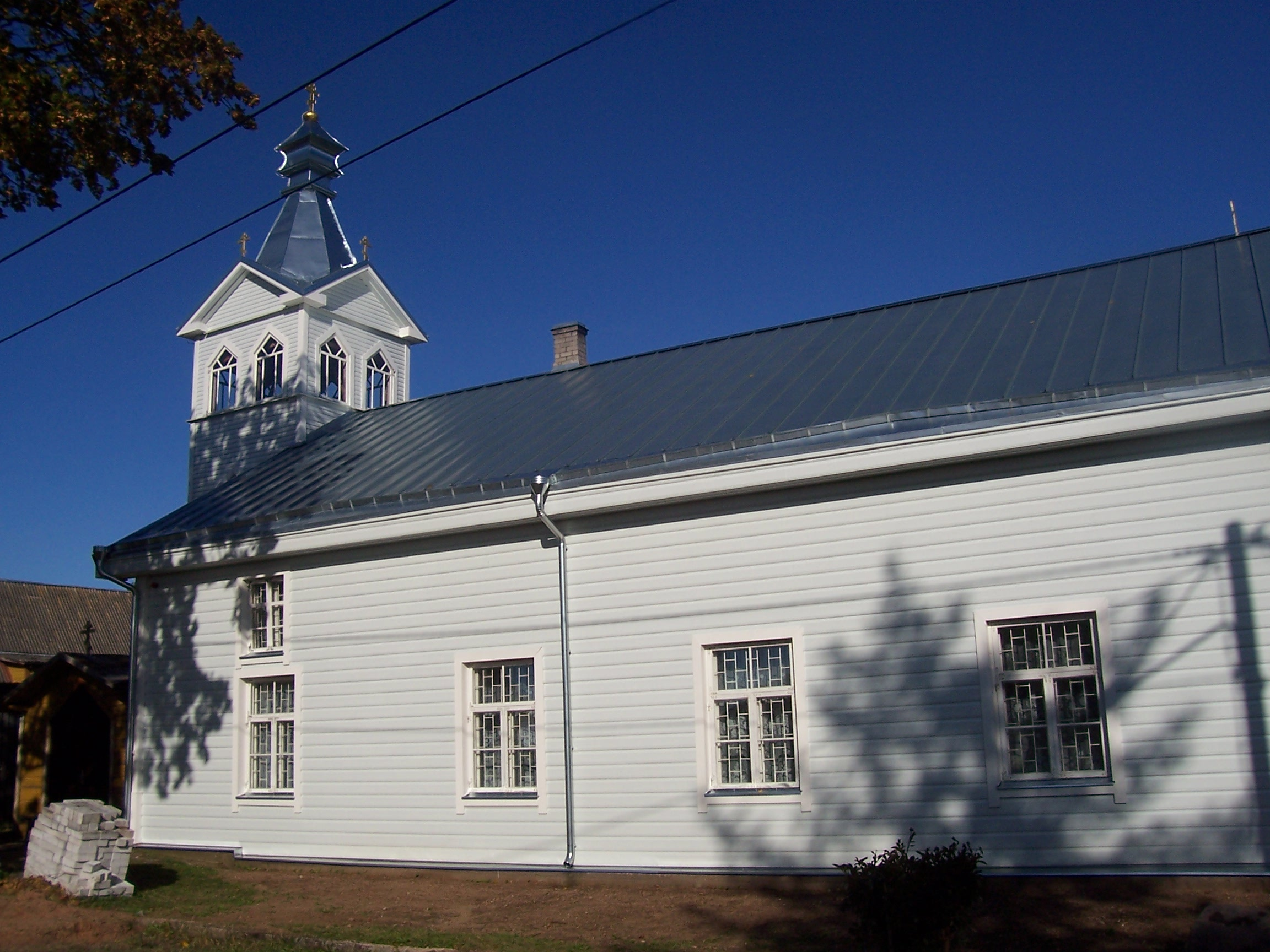
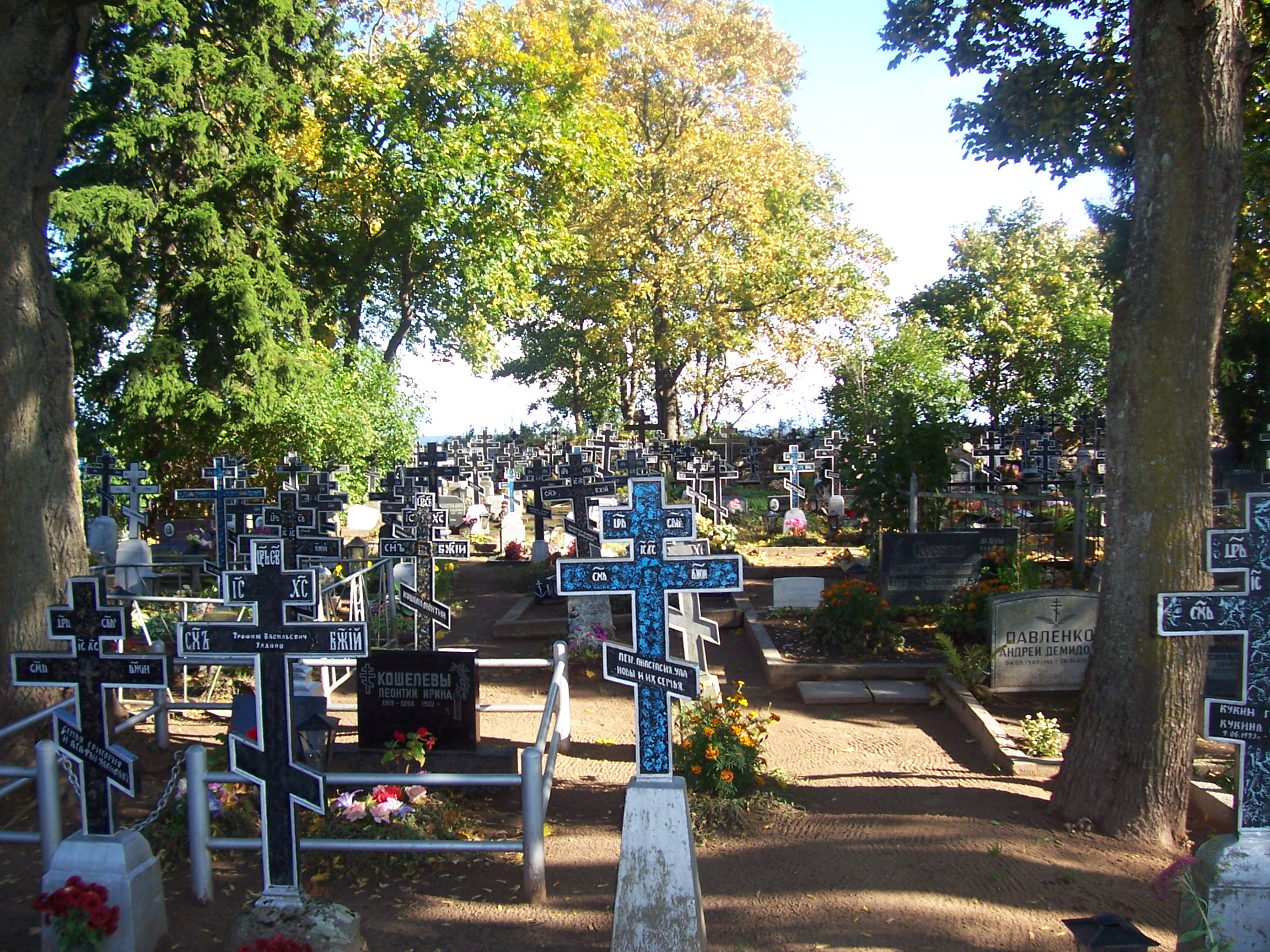
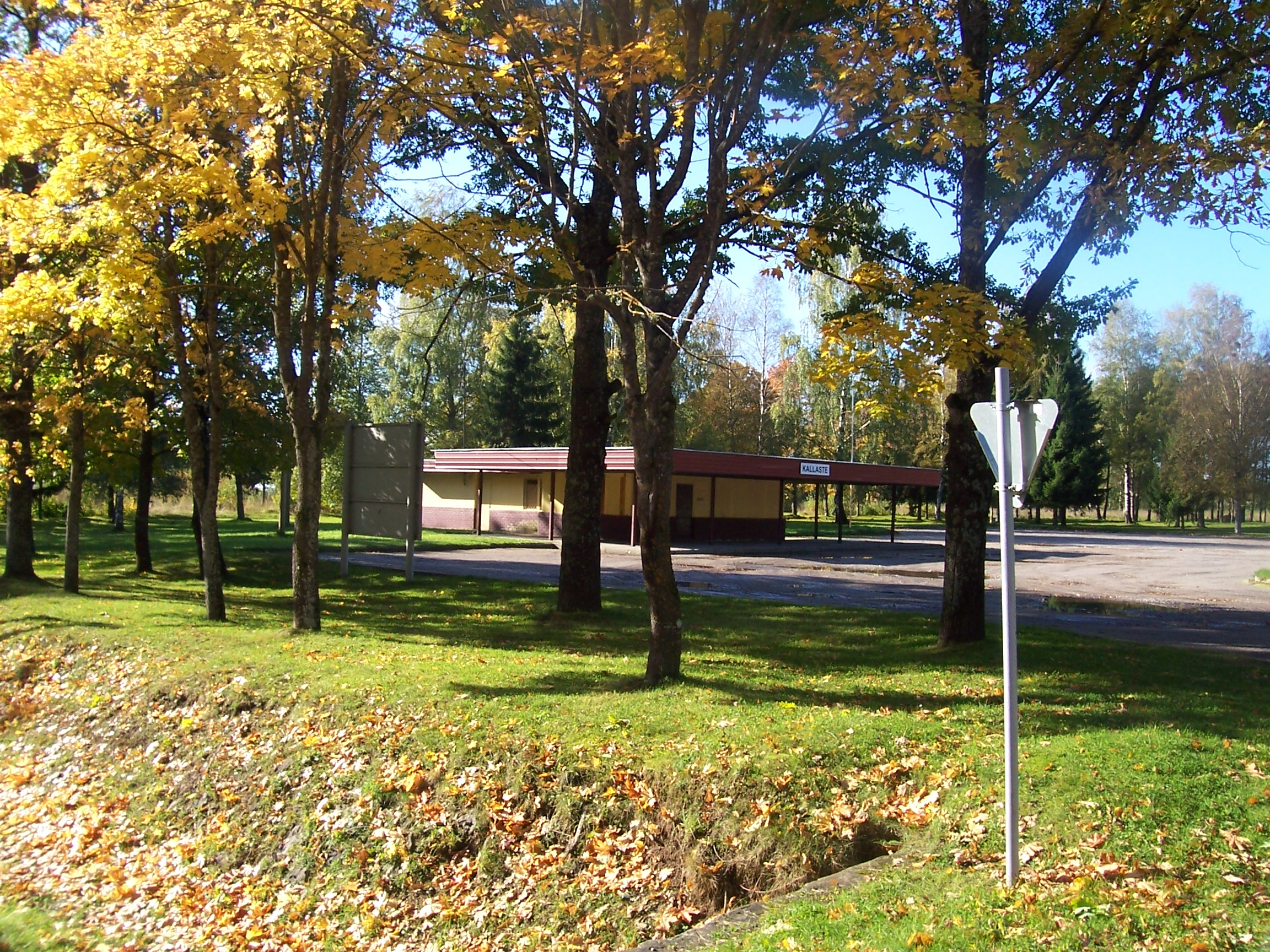
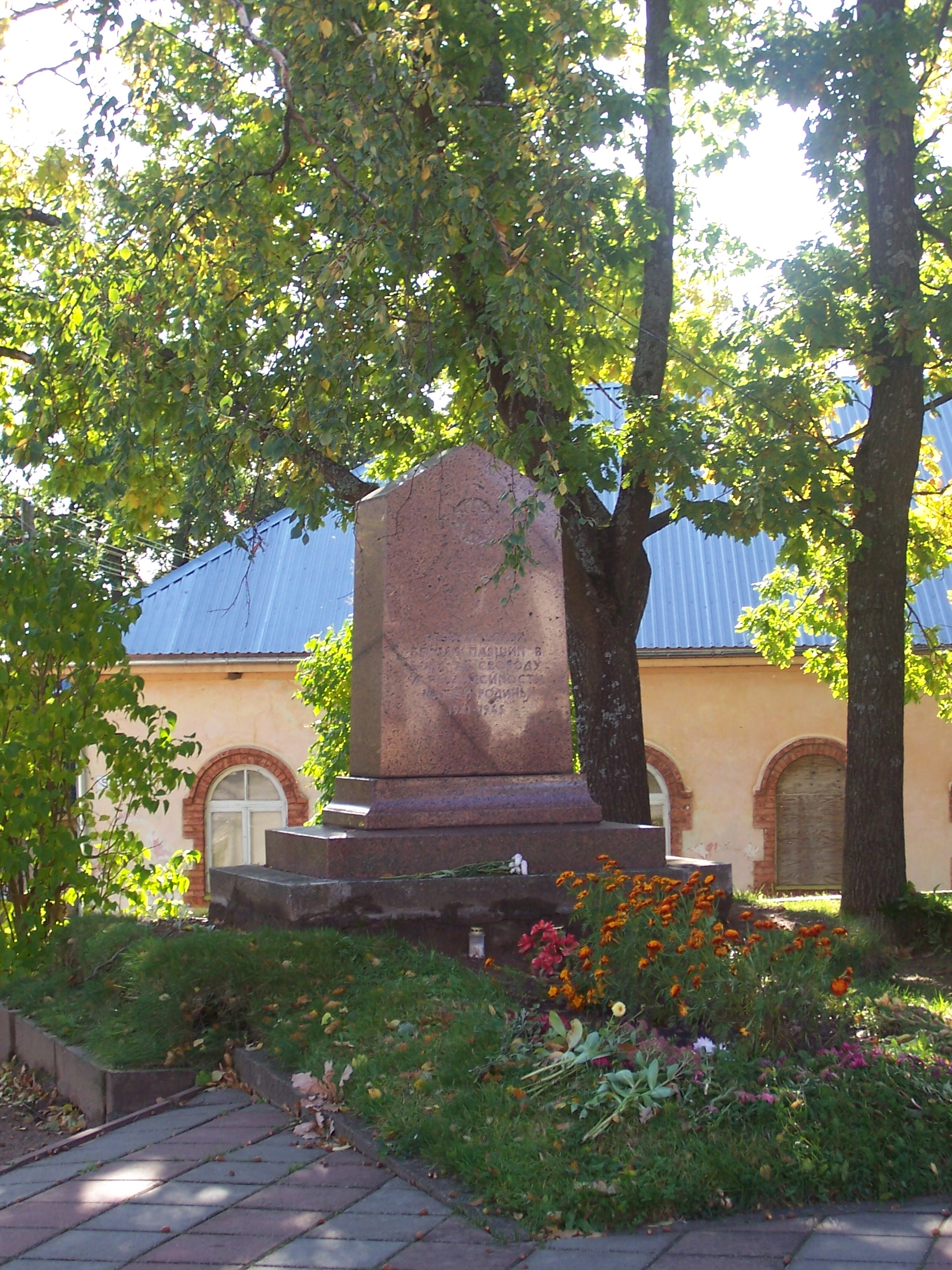